# The Byrds
The Byrds van ser un grup de músic Rock estatunidenc, format el 1964 a Los Angeles, Califòrnia. Aquesta banda va experimentar molts canvis al llarg de la seva existència: Roger McGuinn (conegut com a Jim McGuinn fins al 1967), un dels fundadors del grup, va ser l'únic membre que sempre va formar part del grup, fins que es va dissoldre el 1973. Els seus grups contemporanis eren The Beatles, The Beach Boys i The Rolling Stones. Durant un curt període (1965–66), la crítica considerà The Byrds un dels grups més influents de la dècada de 1960. Inicialment van ser pioners de l'estil folk rock, fusionant la influència dels Beatles amb altres bandes musicals de la British Invasion amb la tradicional folk music. Amb el temps els Byrds van ser presents en l'origen del rock psicodèlic, raga rock i el country rock.

## Membres

### Membres originals
- Roger McGuinn – guitarra, banjo, Moog synthesizer, véu (1964–1973, 1989–1991, 2000)
- Gene Clark – guitarra rítmica, harmònica, veus (1964–1966, 1967, 1972–1973, 1991)
- David Crosby – guitarra rítmica i veus (1964–1967, 1972–1973, 1989–1991, 2000)
- Michael Clarke – bateria (1964–1967, 1972–1973, 1991)
- Chris Hillman – baix, mandolina, veus (1964–1968, 1972–1973, 1989–1991, 2000)

### Membres posteriors
- Kevin Kelley – bateria (1968)
- Gram Parsons – guitarra, piano, orgue, veus (1968)
- Clarence White – guitarra, mandolina, veus (1968–1973)
- Gene Parsons – bateria, banjo, harmònica, pedal steel guitarra, guitarra rítmica i veus (1968–1972)
- John York – baix, veus (1968–1969)
- Skip Battin – baix, piano, veus (1969–1973)

## Discografia
- Mr. Tambourine Man (1965)
- Turn! Turn! Turn! (1965)
- Fifth Dimension (1966)
- Younger Than Yesterday (1967)
- The Notorious Byrd Brothers (1968)
- Sweetheart of the Rodeo (1968)
- Dr. Byrds & Mr. Hyde (1969)
- Ballad of Easy Rider (1969)
- (Untitled) (1970)
- Byrdmaniax (1971)
- Farther Along (1971)
- Byrds (1973)

## Guardons
Nominacions
- 1966: Grammy al millor nou artista